# Investidura do Príncipe de Mónaco

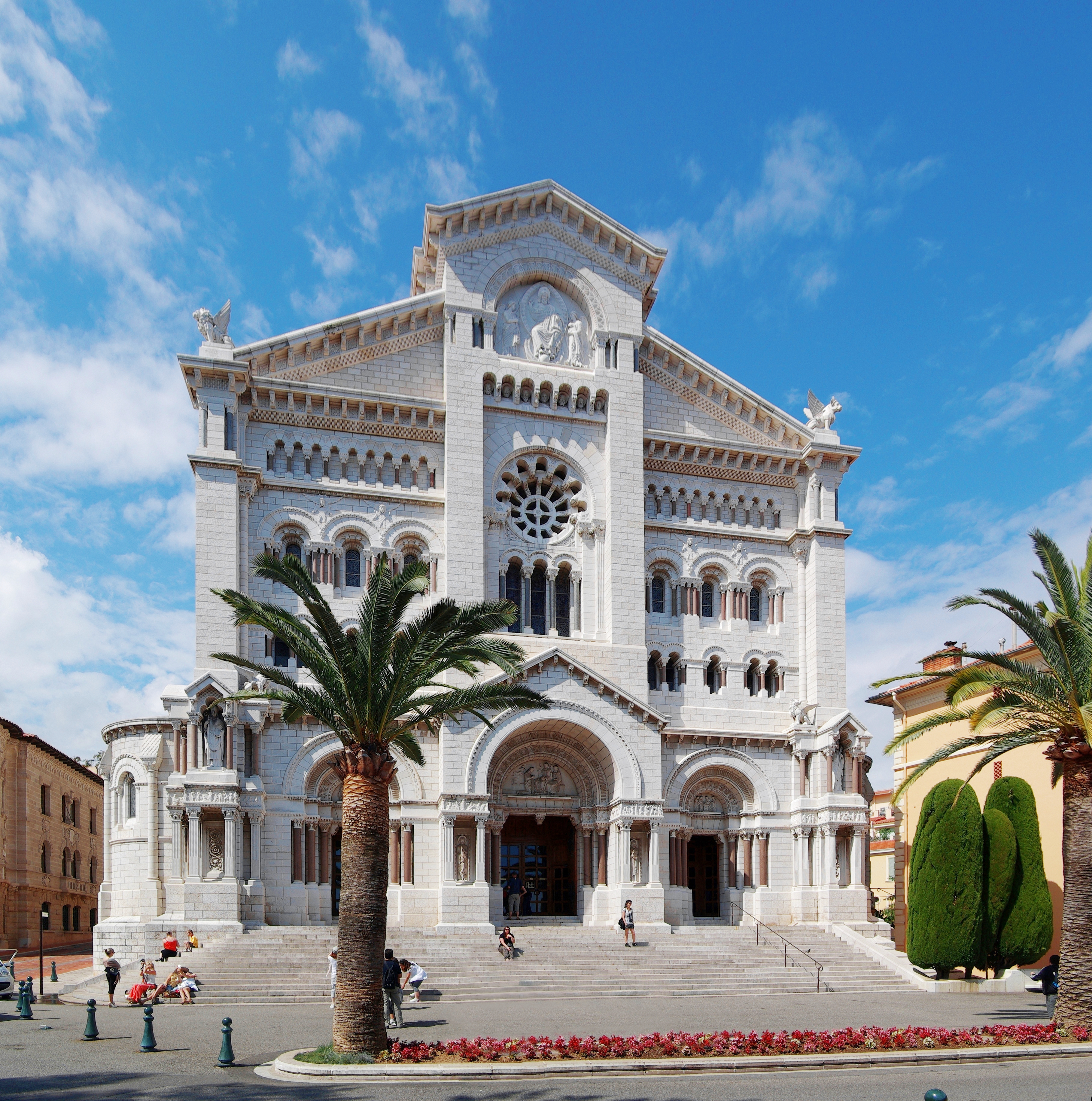
As entronizações dos príncipes do Mónaco ocorrem na Catedral de São Nicolau.

A Investidura do Príncipe do Mónaco é uma cerimónia especial de investidura que se realiza na Catedral de São Nicolau para entronizar o novo Príncipe do Mónaco.

## História
O Principado do Mónaco não possui qualquer regalia e, portanto, fisicamente não coroa o seu governante. No entanto, o príncipe ou princesa assiste a uma cerimónia de investidura especial, constituído por uma missa na Catedral de São Nicolau, seguido de uma recepção onde o novo governante celebra com os seus súbditos. 
A última investidura foi a do príncipe Alberto II do Mónaco que se realizou no dia 6 de abril de 2005, sucedendo ao seu pai o príncipe Rainier III.